# Budizam u Japanu
Budizam u Japanu je jedna od vodećih religija, kojoj pripada 34% stanovništva.
Budizam u Japan prvo stiže iz Koreje polovinom 6. veka, a sredinom 7. veka je preuzet iz Kine, kao forma državne religije. Budizam je služio kao sredstvo preko kojeg je kineska kultura postepeno prihvatana, prilagođavana japanskim uslovima, da bi potom izrasla u karakteristične japanske forme. 
Obraćanje kraljice Suiko (592—628) koja je postala budistička monahinja, i njenog nećaka, princa Šotokua (573—621), predstavlja početak uspona japanskog budizma. U narednom prediodu, budizam je bio državna religija uz podršku carske vlade. Tokom šogunata Kamakura (1185—1333), budizam se proširio među japanskim stanovništvom u obliku amidizma, ili čiste zemlje (Jodo-shu). U Japanu je institucionalizovanje budizma u nacionalnu religiju povezano s Ničirenovom reformom u 13. veku. Tokugava šoguni (1600—1868) koji su preselili svoju prestonicu u Edo (Tokio), i sami su bili pristalice Jodo-shu-a. Tokugavine Uredbe (1610—1615) proglasile su budizam jednakim zvaničnom šintoizmu, stavljajući ga pod potpunu državnu kontrolu. Tokom Meiđi epohe (1868—1912), mirni suživot budizma i šintoizma eskalirao je krvavim progonima.
U istoriji japanskog budizma žene su igrale važnu ulogu. Od prvih monahinja u 6. veku do predvodnica reformi u savremenom Japanu, monahinje su davale značajan doprinos oblikovanju japanskog budizma.
Budizam u Japanu podeljen na brojne škole, znatno više od drugih religijskih organizacija - bilo ih je 162 prema popisu iz 1970. godine. Zen je jedna od najpoznatijih formi japanskog budizma na zapadu. Jedine dve zen škole kod kojih je predaja neprekinuta, soto i rinzai, spadaju među najuticajnije budističke škole u Japanu, sa 2.5, odnosno 7 miliona sledbenika. Šugendo je izrazito asketski oblik budizma, specifičan za Japan, a zasniva se na obožavanju planina. 

## Istorija

### Dolazak budizma
Prema tradiciji, budizam je stigao u Japan iz Koreje, između 538. i 552. godine. Hronike Japana beleže formalni dolazak budizma 552. godine, kada je korejski kralj Pekče tražio savez japanskog cara Kinmeija, poslavši mu kip Bude, budistički spise i ceremonijalne ornamente na poklon, praćene pismom u kome ga obaveštava da ti simboli predstavljaju moćnu novu religiju koja bi caru mogla obezbediti materijalne i duhovne blagodeti.
Uvođenje budizma izazvalo je otpor autohtone vere, koju su budisti nazivali šinto ("put bogova"). Dok su korejski budisti u velikoj meri prihvatili obožavanje Bude umesto šintoističkih božanstava, japanski klanovi i sveštenici šinto tradicije pružili su snažan otpor budizmu. Poseban otpor su pružali pripadnici klana Mononobe, moćna porodica sa carskog dvora, koji su bili protivnici budizma i kralja Pekče. Druga uticajna porodica sa carskog dvora, klan Soga, je podržavala budizam. Dva klana sukobljavala su se oko kontrole nad carstvom. Pro-budistički klan Soga je pobedio, osiguravši odobrenje dvora za probno obožavanje lika Bude. Ova pobeda stvorila je privid trijumfa nove religije. Međutim, izbila je epidemija kuge, što je protumačeno kao gnev domaćih bogova, pa je kip Bude bačen u kanal.
Oko 30 godina posle dolaska budizma u Japan, devojka po imenu Zenšin-ni je rešila da postane monahinja, te je otišla u Koreju da se zamonaši, sa još dve devojke. U Japan su se vratile 590. i nastanile u hramu Sakura-đi, u današnjoj pokrajini Nara, kao prve budističke monahinje u Japanu. Od tada monahinje igraju bitnu ulogu u učvršćivanju budizma u Japanu.
Sa dolaskom pro-budistički orijentisanog cara na presto (Jomej, vladao 585-587), iz klana Soga, budizam je promovisan u primarnu veru japanske države, što je pozicija na kojoj je ostao narednih 1 200 godina.

### Budistički princ Šotoku
Klan Soga podržavao je i carskog Princ Šotoku (574—622), koji se obično smatra „utemeljiteljem“ japanskog budizma. Njemu se pripisuju zasluge za stvaranje jake centralizovane državne vlasti i prvog ustava u Japanu. Pod njegovim moćnim pokroviteljstvom, procvetalo je proučavanje budizma i budistička umetnost. Šotoku je preneo budizam iz Kine, zajedno sa onim što je bilo najbolje u kineskoj kulturi. Odaslao je monahe u Kinu da proučavaju ne samo kineski budizam, već i umetnost, kaligrafiju, muziku, politiku i tehnologiju, konfučijanizam i taoizam. Ono što su monasi naučili poneli su natrag u svoju zemlju i prilagodili da odgovara potrebama Japanaca. Tako je preko budizma kineska kultura uopšte - umetnost, politička filozofija, tehnologija, medicina i pismenost - preneta u Japan. Tako je kineska kultura bila temelj na kojem su Japanci izgradili svoju specifičnu kulturu.
Godine 605. Šotoku je dao Japanu prvi pisani ustav, prožet budističkim etičkim principima i koji je snažno uticao na kasniju političku misao. Takođe je napisao nekoliko komentara komplikovanih budističkih tekstova i budizmu podario pravno priznanje. Princ je budizmu dao pravni status, a 607. osnovao hramski kompleks Horju-đi, 12 kilometara od Carske prestonice Nare. Istovremeno, on je proklamovao obavezu poštovanja japanskih šinto bogova.
U uvođenju budizma u Japan, princ Šotoku se oslonio na monahinje. Od sedam hramova za koje se tvrdi da ih je podigao, pet su bili ženski. Najčuveniji među njima je Ćugu-đi, koji još uvek postoji u Nari pored Horju-dija, odgovarajućeg muškog hrama. 
U 7. veku budizam u Japanu je bio u usponu. 623. godine je već bilo 569 monahinja i 816 monaha u Japanu. Samo pola veka kasnije, 674. godine, zapisi govore da je car Temu okupio oko 24 000 monahinja za jednu ceremoniju.

### Nara period: državna religija
U periodu Nare (710—784/794) Japan organizovano uči od Kine. Tokom perioda Nare, iz Kine u Japan je preneto šest budističkih škola, i sve su ostvarile podršku carske vlade. Za svaku školu se vezuju dva datuma: prenošenje učenja iz Kine, i formalno proglašenje škole u Japanu: đođiću (625.), sanron (625.), kegon (736,740.), ritsu (738,754.), hoso (654,661.) i kuša (658, 736.). Škole đođicu, kuša i ritsu, pripadale su teravada tradiciji, dok su sanron, hoso i kegon bile deo mahajane. Ovih šest škola obuhvatalo je sve važnije tokove budističke misli. Škole Nare su uglavnom bile vezane za monahe i vladajuću elitu, no ipak su bile važna osnova za dalji razvoj budizma u Japanu. Tri od pomenutih šest škola, hoso, kegon i ritsu, i danas postoje.
Tokom 8. veka, budizam je postao državna religija. 741. godine car Šomu je uspostavio nacionalnu mrežu pokrajinskih hramova i manastira (kokubunji), koju je finansirala država. Sve ove hramove je povezivao veliki budistički centar Todaidži, gde se nalazio Daibutsu (veliki Buda), kao i hram izgrađen 745. godine. Todaidži je bio administrativno i geografsko uporište kokubunji sistema, kao i versko središte države. U hramovima su monasi i monahinje svakodnevno recitovali budističke tekstove radi zaštite države. Država je imala suverenu kontrolu nad statusom monaha i monahinja, prema kaznenom kodeksu poznatom kao sistem ricurio. Nara budizam predstavlja jednu aristokratsku religiju, sa monaštvom koje je uglavnom vezano za manastire i carski dvor.
Nara budizam je čuven zbog svoje filozofije, pošto su svi oblici budističke filozofije, koji su postojali u tradicijama Kine i Koreje, negovani i u ovim školama. Nara škole su takođe čuvene zbog hramske umetnosti i arhitekture.

### Heian period: tendai i šingon škola
Car Kamu je 784. godine preselio prestonicu iz Nare u današnji Kjoto (tada Heian-kjo), započevši time period Heiana (794—1185). Tako se carski dvor nakratko oslobodio budističkog uticaja, usled rastućeg broja moćnih budističkih hramova u Nari. Ovo je takođe podstaklo obnovu budizma u IX veku, pod uticajem iz Kine. Većina religijskih inovacija u Japanu tokom heian perioda direktno su povezane sa strujanjima unutar kineskog budizma. 
Reforma budizma u Japanu iz aristokrske u popularnu religiju započela je osnivanjem dve velike budističke škole, šingon i tendai. Obe škole su prenete iz Kine, a osnovao ih je po jedan istaknuti japanski monah: tendai školu Saičo (767—822; posthumno Dengjo Daiši) i šingon školu Kukai (774—835; posthumno Kobo Daiši).
Šingon škola insistira na učenjima i praksama ezoteričnog budizma, koje svoje poreklo vode iz indijske budističke tantre. Tako šingon učenje budizam deli na egzoterični (ili javni) i ezoterični (ili tajni). Egzoterična učenja su slična kao u većini drugih budističkih formi i smatraju se nepotpunom verzijom celokupne istine. U skladu sa tim, šingon učenje je krajnje simbolično i predstavlja verovatno najkompleksniju formu japanskog budizma. 
Središnji tekst tendai tradicije (u Kini nastalo kao tientai) jeste Lotos sutra, koju smatraju za najviše Budino učenje. Saičo je sva tumačenja ovog teksta, izuzev svoga, smatrao pogrešnim. Posle heian perioda tendai škola postala je značajnija od šingon škole, zbog svoga uticaja na stvaranje specifično japanskih formi budizma, jer su tvorci Kamakura škola bili tendai monasi. Za Saičoa, tendai škola bila je superiorna u odnosu na druge oblike budizma, dok je jedan od njegovih snova bio da osnuje središte tendai zaređenja u Japanu po ugledu na tientai tradiciju koju je proučavao u Kini. Zbog protivljenja drugih Nara škola, država nije dala dozvolu za podizanje takvog centra još nekoliko godina posle Saičove smrti.
Tendai i šingon su se brzo degenerisale usled materijalnog obilja, slično dekadenciji Nara škola, protiv kojih su se u početku pobunile. Šingon je postao složen ritualni sistem za bogate, fokusiran na pogrebne obrede, dok je tendai uspostavio politički uticaj u prestonici Heian-kjo, u podnožju planine Hiei, središta tendai pokreta.
U želji da obezbede jedinstvo religije, Japanci su pokušali stopiti šinto i budizam, iz čega je nastao šinbucu šugo. Primera radi, lokalni kamiji (duhovi) su prihvaćeni kao zaštitnici budističkih hramova i manastira, a Kukai je prihvatio božanstvo Inari za zaštitnika budističkog hrama Todži. Izgradnja budističkih u blizini šinto hramova budističkim sveštenicima je dala mogućnost da izvode ceremonije za prosvetljenje kamija. Ovaj sinkretizam je kulminirao teorijom hondži suidžaku, u okviru koje su kamiji izjednačeni sa Budom i bodisatvom. U sistemu rjobo šintoa, boginja sunca Amaterasu identitikovana ja kao Buda Dainiči, koji se tradicionalno vezuje za sunce.

### Kamakura period: reformske sekte
Tokom Kamakura peroda (1185—1333) došlo je premeštanja prestonice iz Heian-kjoa u Kamakuru i uspostave vojne vladavine šoguna. Glavna obeležja ovog doba su prirodne katastrofe, građanski ratovi, i spoznaja da je darma u stadijumu dekadencije, što je izrazito uticalo na veru Japana. Nova prestonica je bila pod pokroviteljstvom novonastale ratničke kaste (samuraji), predvođene feudalnim zemljoposednicima (daimjo). Najmoćniji daimjo - Minamoto Joritomo - izašao je kao pobednik iz dvadesetogodišnjeg građanskog rata i prisilio cara da ga proglasi za šoguna. Od tada pa do 1868. Japanom je vladala serija šoguna, naslednih vojnih vladara, koji su držali svu vojnu i političku moć, dok su car i njegov dvor držani u izolaciji u carskim palatama u Heian-kjou.
Premeštanje političke moći imalo je dve direktne posledice po japanski budizam: prvo, propadanje dvorskog plemstva u velikoj meri je ograničilo podršku carskog dvora tendai i šingom školama; drugo, nasilje i nesigurnost u ovom periodu dali su novu energiju budistima da uobliče učenje i praksu za nove okolnosti, koji nisu bili puka kopija do kineskih budističkih tradicija. Budistička teorija u osnovi ovih promena bila je „opadanje darme“, za koju je jedan od izvora bila i Lotos sutra. Ova teorija pretpostavlja tri stupnja degeneracije Budine darme:
- doba „istinske darme“ (sobo), kada su ljudi sledili Budino učenje i postizali probuđenje;
- doba "iskvarene darme" (zobo), kada su ljudi praktikovali budizam, ali ih je veoma malo postizalo probuđenje;
- sadašnje deba nazvano „kraj darme“ (mappo), kada niko ne postiže probuđenje kroz praktikovanje budizma.[4]

U Japanu su razvijeni novi oblici budizma, da pomognu bićima u postizanju probuđenja u razdoblju kraja darme. Takođe, u ovom razdoblju, zahvaljujući nastojanjima japanskih monaha Eisaja i Dogena, zen je iz Kine uveden u Japan. Novi oblici budizma bili su rinzai i soto zen škole, koje su osnovali Eisai (1141—1215) i Dogen (1200—1253), škola čiste zemlje (jodošu), koju je osnovao Honen (1133—1212), škola istinske čiste zemlje (jodo šinšu), koju je osnovao Šinran (1173—1262) i ničiren škola (ničiren šu), čiji je osnivač Ničiren (1222—1263). Svi ovi reformatori imali su dve zajedničke pretpostavke: pošto su u dobu propasti sve institucije, uključujući i budizam, iskvarene i nisu u stanju da čoveku pomognu u postizanju probuđenja, pošto ljudskom prirodom vladaju egoizam i strast, kompleksnost budističkog učenja mora biti pojednostavljena da bi pomogli ljudima rođenim u ovom izopačenom periodu.
U skladu sa ovim, Eisai je učio da je praktikovanje koan meditacije najbolji metod dostizanja probuđenja, uz ignorisanje „reči i slova“ budističkog učenja i rituala. Pod Eisaijevim uticajem, šoguni su blagonaklono primili zen i tako je započeo njegov dugovečni savez sa samurajima i patriotskim interesima.
Dogen je sveo budizam na praktikovanje zazena ili „sedeće meditacije“, u kojem se svesni tok sadržaja uma posmatra bez zaustavljanja na bilo kojem pojedinačnom predmetu, sve dok se ne smiri i ne skoncentriše, ne doživljavajući više nikakvo spoljašnje uplitanje. U ovom stanju je moguće doživeti probuđenje. Za Honena je praktikovanje budizma u mappo dobu značilo uzimanje Amida Bude (japanski oblik Amite) za utočište i težiti preporađanju u čistoj zemlji praktikovanjem nembutsua ili razmišljanja o Budi, što u jodo šu učenju znači neprekidno ponavljanje formule „nanni aniida biitsu“ („uzimam utočište u Amida Budi“) kako bi se izazvala nepokolebljiva vera u "izvorni zavet" Amide i tako sva svesna bića prenela u čistu zemlju. Honen je verovao da je ovo „laki put“, jedina mogućnost u tom dobu. Prema Šinranu, budizam znači „veru“ ili "poverenje" u zavet, "drugu moć" Amida Bude da sva bića povede u čistu zemlju, a nepoverenje u sopstvene napore da se probuđenje postigne tradicionalnim oblicima meditacije. 
Ničiren je praktikovanje budizma sveo na poverenje u Lotos sutru, koju je smatrao krajnjom mudrošću Budinom. Pošto je Budina mudrost otelovljena u tekstu, jedino što sledbenici treba rade jeste da imaju u njega poverenje dok recituju "namu myoho renge kyo" ("uzimam utočište u Sutri lotosa dobrog zakona"). Za Ničirenovu reformu u Japanu od odlučujućeg značaja bilo je sekularizovanje klera. U nekolicini reformisanih sekti došlo je do uklanjanja celibata i uvođenja ženidbe u kler.
Ovakvim reformama budizam je privukao pažnju ogromnog broja Japanaca, pa ovim pokretima pripada većina sledbenika u Japanu. Posle njih, nijedna značajnija škola nije se pojavila sve do tokugava perioda.

### Period Ašikaga: borbe za prevlast
Period Ašikaga (1336—1537) obeležen je borbama za prevlast unutar vojne vlade (bakufu), epidemijama, glađu, pobunama i ustancima seljaka i vernika, i razarajućim ratom koji se naziva Onin (1467—1478). 
Iako u ovom periodu nije osnovana nijedna nova značajna budistička škola, one postojeće bile su u međusobnim trvenjima, koja su povremeno rezultovala i oružanim sukobima. Ničirenovi sledbenici organizovali su oružani ustanak kako bi se oslobodili ugnjetavanja vlasti, dok su se sledbenici jodo šinsua pobunili u regiji Kaga 1487. i čak uspeli da privremeno uspostave sopstvenu vlast. Jodo šinšu sekta je, međutim, degradirala u stanje okoštalosti, a zatim se pocepala na nekoliko grupacija, sve dok Renijo (1415—1499) nije uspešno sproveo reformske mere. Renijo je bio šesta glava Hongaji ogranka jodo šinšua i uspešno je ponovo ojačao zajednicu sistematizovanjem ritualne prakse i eliminisanjem jeresi.
1571. feudalni veleposednik Oda Nobunaga (1534—1582) uništio je kompleks hramova Enrijakudži na pianini Hiei. Hramovi Enrijakudžija bili su uporište budističke sekte tendai, uticajne na političkom planu, delom zbog svojih važnih zemljišnih poseda ali i zato jer su u redovima svojih patrona imali mnoštvo plemića i monaha-ratnika. Budistički sveštenici i manastiri na planinama Hiei i Koia nastavili su da se odupiru Odinim pokušajima uspostavljanja nacionalnog ujedinjavanja, zbog čega su bili izloženi progonu. Istovremeno, hrišćanstvo je ohrabrivano kao način suprotstavljanja budističkom uticaju.
Uprkos pomenutom ugnjetavanju, period Ašikaga poznat je po verskom i kulturnom prosperitetu koji se povezuje s budizmom. Mešavina zena i verske tradicije čiste zemlje, u kombinaciji sa kineskom estetikom, doprinela je razvoju tehnike aranžiranja cveća, ceremonije čaja, kaligrafije i no drame.

### Tokugava period: državna birokratija
Tokugava Ijejasu i njegovi naslednici, tokom perioda Tokugava (1603—1868), dovršili su proces ujedinjenja Japana započet u 16. veku i obnovili šogunat. Politika dinastije težila je uklanjanju stranih faktora, što je podrazumevalo zabranu hrišćanstva i zatvaranje Japana prema svetu. Tokugava je bio period mira i reda, koji karakterišu postojanost i konzervativizam. 
Osnovni element Tokugava politike bila je eliminacija političke i vojne moći budizma, koja je doprinela podeli zemlje na zaraćene frakcije tokom dva i po veka. No, budizam kao religija korišćen je pod patronatom Tokugava vlasti kao sredstvo ujedinjenja zemlje i odupiranja hrišćanstvu, koje su doneli jezuitski misionari 1549. godine. Hrišćanstvo u Japanu je od 1612. zabranjena religija, a budizam je postao jedno od vladinih oružja kako bi se ova zabrana sprovela u delo. 
1635. godine, započet je državni danka sistem podrške hramovima koji je Japance zakonom vezao za budizam, dok je budističku veru pretvorio u produženu ruku države. Svi članovi porodice morali da se registruju kao budistički vernici, da tu beleži svoja rođenja i smrti, a sahrane i pomene mrtvima su morali vršiti u budističkim hramovima. Takođe su morali svake godine vaditi potvrdu da su nevini po pitanju hrišćanstva i biti podvrgavani propitivanju hramskog sveštenika. Državni novac priticao je u hramove, na račun njihove autonomije i vitalnosti, dok je budističko sveštenstvo postalo skoro isto što i vladina birokratija.
Hodočašća su bila izrazito popularna tokom perioda Tokugava, a svetilište Ise smatrano je posebno važnim mestom darovanja blagoslova. U periodu Tokugava, desila su se četiri masovna hodočašća (1650, 1705, 1771 i 1830), kada su milioni ljudi putovali ka ovom hramu.
Broj budističkih hramova se popeo sa 13 037 iz doba Kamakura na 469 934 pod šogunatom Tokugava. Ipak, jedina značajna nova škola koja se pojavila u ovom periodu bila je obaku zen, koju je Ingen preneo iz Kine u XVII veku. Obaku kombinuje koan meditaciju sa praktikovanjem škole čiste zemlje.

### Meiđi period: potiskivanje budizma
Tokom Meiđi epohe (1868—1912), kojom je započela moderna istorija Japana, mirni suživot budizma i šintoizma eksalirao je krvavim progonima. U ovom periodu japanski režim je prihvatio uticaje zapada (poput kalendara, načina oblačenja, pošte, železnice, ishrane) i pokušao uspostavu jedinstva države i religije. Meidži obnova kojom je car obnovio svoj značaj, izazvala je krizu japanskog budizma. Posle vekova pokroviteljstva, sveštenici su primali svoj status i bogatstvo kao nešto samo po sebi razumljivo. Bili su toliko ogrezli da su finansijska korupcija i duhovna lenjost karakterisali vođstva većine budističkih institucija. Kada je poslednji Tokugava šogun abdicirao 1868, prestala je vladina potpora i naglo nestao izvor materijalnog blagostanja i trajnog političkog uticaja budizma.
Budizam je ne samo izgubio podršku, već je počelo njegovo potiskivanje, a nova vlada je postavila šinto za državnu religiju. Počelo je organizovano razaranje budističkih hramova pod sloganom Haibutsu kishaku („napusti budizam, uništi Budu"). Poziv je naišao na odziv: mnogi budistički kaluđeri i kaluđerice su ubijeni ili prelaze u laičku populaciju, a veliki broj svetišta je uništen ili pretvoren u šinto hramove. Takođe, budistička zajednica je lišena većine zemljišnog poseda. Pored toga, neki budistički sveštenici bili su prisiljeni da se odreknu svog zaređenja i da postanu šinto sveštenici.
Budizam je na nove društvene okolnosti reagovao na više načina, redefinišući se i repozicionirajući, kako bi novoj vladi pružio podršku. Nove doktrine i argumenti su doprinosili legitimizaciji carskog režima i ideologije. Ova promena društvene klime takođe je stimulisala kretanje budizma u zapadnom smeru. Budisti su reagovali i na masovno pristizanje novih tehnologija i nauke tako što su, organizujući studije, demonstrirali kompatibilnost budizma i nauke. Takođe, uključivali su se u društveno-korisne akcije i gradili škole i bolnice, što je delimično bila i reakcija na aktivnosti hrišćana na ovom podneblju. Budizam je na izazov zapadne nauke odgovorio slanjem monaha u Evropu i Ameriku. U celini gledano, budistički monasi su više bili u dodiru sa zapadnom kulturom nego obični ljudi. Sa osnivanjem univerziteta po uzoru na Zapad u XIX veku, budistički monasi, a povremeno i monahinje i nezaređeni, upisivali su se radi studiranja budističke filozofije i klasičnih budističkih jezika kao što su pali, sanskrit, kineski i tibetanski. 
Godine 1876. Nanđo Bunju otišao je za Englesku da uči sanskrit kod Maks Milera, pionira komparativnog proučavanja religija u Evropi. Nanđo je bio prvi japanski budista koji je prihvatio metode istorijske i filološke nauke. Zbog svog rada, interesa za akademsko proučavanje ranog indijskog budizma i budističkih tekstova kroz prizmu zapadnog metoda kritičke nauke postao je deo savremene budističke misli. Anesaki Masaharu nastavio je Nanđijev rad 1905. kao prvi predavač nauke religije na tokijskom univerzitetu.
Međutim, naučno bavljenje budizmom nije mnogo uticalo na život običnih Japanaca, koji nastavljaju da proučavaju i praktikuju budizam na tradicionalan način.

### Šova period: savremeni izazovi
Period Šova (1926—1989) deli se na dva važna dela. Prvi je razdoblje od dolaska cara Hirohita na presto, 1926. godine, do Drugog svetskog rata i predstavlja doba izrazitog nacionalizma, a drugi deo obuhvata posleratni period koji je obeležen ubrzanom modernizacijom Japana. 
Više reformi posle 1945, baš kao i radikalna modernizacija zemlje, uglavnom su budizam lišili tradicionalnih izvora prihoda. Nakon poraza Japana 1945. godine, saveznici su ukinuli verske zabrane, a donošenjem novog Ustava postavljene su garancije verskih sloboda. Iako je budizam podržavao Japan tokom rata, nije doživeo stigmu poraza kao šinto, koji je korišćen za ideologiju rata. Pa ipak, budizam prolazi težak period dezorganizovanosti. Pripadnost hramu postaje fleksibilnija, te budistički hramovi i manastiri imaju velike finansijske probleme. Zemljišnim reformama 1945-1946. godine je budistima uskraćeno pravo na posede koje su ranije držali, čime je eliminisan glavni izvor prihoda hramova. Građanskim kodeksom iz 1947. godine porodica je dobila primat nad širim porodičnim zajednicama, što je oslabilo danka sistem, koji je čitava domaćinstva vezivao za budističke hramove.
Budisti su na ove promene reagovali različito: otvaranjem hramova turistima, započinjanjem zemljišnog menadžmenta i drugih vidova poslovanja, i raznolikim aktivnostima. Monasi i hramovi nastavili su da pružaju pogrebne i memorijalne usluge većini Japanaca, ali često ne podstičući dublja religijska osećanja. Osim toga, budistički hramovi osnovali su sistem škola K-12 (sistem osnovnih škola za decu od pet do osam godina), otvarali su domove za siročad i za stare, kao i druge socijalne ustanove koje su jačale vezu pojedinca i društvene zajednice.
U posleratnom periodu Ničiren škola se istakla međunarodnom mirovnom aktivnošću; oni su počeli po budističkim zemljama i Indiji da podižu "mirovne stupe". Aktivnost ove japanske misije u vreme proslava 2500-te godišnjice od Budine smrti, 1956. godine u Indiji je podržavao Nehru.
Zen budizam je stekao veći uticaj izvan Japana, naročito zahvaljujući delima D.T. Suzukija (1870—1966) i popularnim knjigama kao što je Zen i veština održavanja motocikla Roberta Pirsiga (1974). Poslednje decenije 20. veka obeležene su sve većom popularnošću zena kod japanske omladine, impresionirane pozitivnim prijemom zena na Zapadu.
Danas su možda najuticajnije forme japanskog budizma budizmom inspirisane "nove religije", kao što su soko gakai i rišo koseikai, pokreti laičkog budizma koji se zasnivaju na poštovanju Lotos sutre. Soko-gakaj je krajem 20. veka postala "ozbiljna politička i socijalno kulturna sila". Iako se smatra budističkom, ova sekta je zapravo sintetička mešavina šintoističkog morala, japanskog načina života, dogmi budizma pa čak i nekih principa konfučijanstva. Trevor Ling za nju kaže da je "izrazito nacionalistička", a Fransoa Tial da je "ekstremno desna". Preko svoje političke partije Komeito je jedno vreme bila treća po snazi grupacija u parlamentu, posle Liberala i socijalista.
Ubrzana modernizacija donela je mnoštvo društvenih pitanja koja su uticala na versku praksu Japana. Budizam je, u svojim naporima da opstane kao integralni deo japanskog društva, razvio odgovore i reakcije na razna socijalna pitanja. Trendovi i pokreti u okviru budizma, kakvi su hramovi boke fuđi („prevencija senilnosti“), pokuri („iznenadna smrt“) ili obredi mizuko kujo (ceremonije za pomen mrtvim fetusima) samo su neke od popularnih, ali kontroverznih budističkih reakcija na probleme od rastućeg značaja, poput senilnosti, kontrole rađanja i prekida trudnoće.
Izvesna obnova budizma odigrala se krajem XX veka povećanjem učešća laika i većom javnom svešću o budizmu kao svetskoj religiji.

## Obeležja
Jedna od najupečatljivijih karakteristika religije Japana jeste afirmacija svakodnevnog. Ovu ideju reflektuje veći broj različitih verovanja i praksi, i tu se, između ostalog, sreće i japanski budistički koncept koji se naziva hongaku („unutrašnje prosvetljenje“). Ovo se odnosilo na sposobnost svih bića da spoznaju prosvetljenje. Razvoj i interpretacija hongaku diskursa u Heian periodu unutar šingon i tendai budizma potpomogli su utemeljenje buditičkih škola koje su se pojavile tokom perioda Kamakure, dok je hongaku učenje bilo esencijalni deo pogleda na svet koji se očitovao kako u šintou, tako i u folklornoj religiji.

## Literatura
- Елијаде, Мирча (1996). Водич кроз светске религије. Београд: Народна књига.
- Јевтић, Мирољуб (2002). Религија и политика: увод у политикологију религије. Београд: Институт за политичке студије.
- Enciklopedija živih religija, Nolit, Beograd. 2004.  978-86-19-02360-3.
- Kembridžova ilustrovana istorija religije, Stylos, Novi Sad. 2006.  978-86-7473-281-6.